# Ilisia venusta venusta
Ilisia venusta venusta is een ondersoort van de tweevleugelige Ilisia venusta uit de familie steltmuggen (Limoniidae). De soort komt voor in het Nearctisch gebied.